# ثيودور غارتنر
ثيودور غارتنر (بالألمانية: Theodor Gartner)‏ هو باحث في الرومانسية وأستاذ جامعي نمساوي، ولد في 4 نوفمبر 1843 في فيينا في النمسا، وتوفي في 29 أبريل 1925 في إنسبروك في النمسا.